# کوشوتجک
کوشوتجک (به صربی: Košutnjak) یک محله و جنگل در صربستان است که در Belgrade District واقع شده‌است.